# Moira (Noord-Ierland)
Moira (Iers: Maigh Rath) is een plaats in het Noord-Ierse County Down.
Moira telt 3669 inwoners. Van de bevolking is 82,6% protestant en 13% katholiek.